# Bring It Home to Me
Bring It Home to Me è un album di Blue Mitchell pubblicato nel 1967. Il disco fu registrato il 6 gennaio 1966 al Rudy Van Gelder Studio di Englewood Cliffs, New Jersey (Stati Uniti).

## Tracce
Lato A
1. Bring It Home to Me – 8:12 (Jimmy Heath)
2. Blues 3 for 1 – 6:00 (Blue Mitchell)
3. Port Rico Rock – 6:30 (Tom McIntosh)

Lato B
1. Gingerbread Boy – 6:35 (Jimmy Heath)
2. Portrait of Jenny – 5:35 (Gordon Burdge, J. Russel Robinson)
3. Blue's Theme – 5:15 (Blue Mitchell)

## Musicisti
- Blue Mitchell - tromba
- Junior Cook - sassofono tenore
- Harold Mabern Jr. - pianoforte
- Gene Taylor - contrabbasso
- Billy Higgins - batteria